# Врата од Плоча
Врата од Плоча су источни улаз у дубровачко старо градско језгро, а налазе се у делу Плоче, по којем су и добила име.
Врата од Плоча су подигнута на истом принципу као и Врата од Пила, са спољним и унутрашњим вратима, са каменим мостом преко опкопа и дрвеним мостом на подизање. Спољна врата су саграђена 1450. године, а саградио их је Симон дела Кава. Мост са једним луком подигнут је годину дана раније по узору на стари мост пред Вратима од Пила.
Унутрашња врата су саграђена у романичком стилу, као и лик светог Влаха (Власија) над њима. До унутрашњих врата су, за време аустријске окупације у 19. веку, пробијена још једна, много шира врата.